# Jamison Battle
 (février 2025).
Si vous disposez d'ouvrages ou d'articles de référence ou si vous connaissez des sites web de qualité traitant du thème abordé ici, merci de compléter l'article en donnant les références utiles à sa vérifiabilité et en les liant à la section « Notes et références ».
Jamison P. Battle, né le  10 mai 2001 à Robbinsdale dans le Minnesota, est un joueur américain de basket-ball évoluant au poste d'ailier.

## Biographie

### Carrière professionnelle

#### Raptors de Toronto
En octobre 2024, Jamison Battle signe un contrat two-way avec les Raptors de Toronto. En février 2025, son contrat two-way est converti en un contrat standard.

### Statistiques

#### Universitaires
Les statistiques de Jamison Battle en matchs universitaires sont les suivantes :
| Saison    | Équipe            | Matchs | Titul. | Min./m | % Tir | % 3pts | % LF | Rbds/m. | Pass/m. | Int/m. | Ctr/m. | Pts/m. |
| --------- | ----------------- | ------ | ------ | ------ | ----- | ------ | ---- | ------- | ------- | ------ | ------ | ------ |
| 2019-2020 | George Washington | 32     | 30     | 35.3   | .399  | .366   | .846 | 5.2     | .6      | .4     | .4     | 11.8   |
| 2020-2021 | George Washington | 15     | 15     | 36.5   | .475  | .354   | .787 | 5.2     | .7      | .9     | .3     | 17.3   |
| 2021-2022 | Minnesota         | 29     | 29     | 36.7   | .450  | .366   | .759 | 6.3     | 1.0     | .4     | .4     | 17.5   |
| 2022-2023 | Minnesota         | 27     | 27     | 35.6   | .371  | .311   | .781 | 3.8     | 1.7     | .6     | .4     | 12.4   |
| 2023-2024 | Ohio State        | 35     | 35     | 31.3   | .469  | .433   | .926 | 5.2     | 1.4     | .4     | .2     | 15.3   |
| Carrière  | Carrière          | 138    | 136    | 34.8   | .431  | .369   | .833 | 5.2     | 1.1     | .5     | .4     | 14.6   |

## Palmarès et distinctions personnelles

### Universitaires
- Third-team Academic All-American (2024)
- Third-team All-Atlantic 10 (2021)
- Atlantic 10 All-Rookie Team (2020)